# Спиновые стёкла
Спиновые стёкла — разбавленные магнитные сплавы (например, CuMn, AgMn или AuFe), то есть немагнитные материалы с включением магнитных примесей с относительной концентрацией магнитных ионов от 10−3 до 10−1. Между магнитными ионами существует дальнодействующее РККИ-обменное взаимодействие посредством электронов проводимости. Экспериментально изучались с 1960-х годов, в качестве важной работы часто цитируют Cannella, Mydosh, 1972.
Спиновые стёкла рассматриваются как состояние магнитной системы со случайным распределением спин-спиновых взаимодействий. В системе отсутствует дальний порядок, причем беспорядок в системе замороженный, то есть не меняется со временем. Энергия обменного взаимодействия осциллирует, меняя знак, в зависимости от расстояния между атомами, поэтому в спиновых стёклах конкурируют ферромагнитные и антиферромагнитные взаимодействия, распределённые случайным (но постоянным во времени) образом благодаря случайному расположению магнитных атомов.

## Свойства
Спиновые стёкла отличаются от других магнетиков рядом свойств:
- зависимость магнитной восприимчивости от температуры претерпевает резкий излом (англ. cusp) при критическом значении температуры {\displaystyle T_{c}}, {\displaystyle T_{c}} возрастает с увеличением концентрации магнитных примесей и уменьшается с ростом частоты приложенного магнитного поля (снижение критической температуры наблюдается даже для очень медленного изменения магнитного поля, вплоть до минут). Само магнитное поле размывает излом. Такое поведение говорит о том, что равновесие в спиновых стёклах устанавливается медленно;
- спиновые стёкла демонстрируют магнитную вязкость, то есть зависимость магнитного момента от времени при температурах ниже {\displaystyle T_{c}};
- магнитная часть теплоёмкости зависит от температуры линейно в области низких температур, а в точке {\displaystyle T_{c}} наблюдается плавный максимум теплоёмкости. Это говорит о сильной вырождённости основного состояния спиновых стёкол.

## Параметр порядка Эдвардса-Андерсона
Спиновые стёкла отличает возможность фазового перехода, связанного с локальным замораживанием спинов. Для описания такого фазового перехода можно ввести случайную величину {\displaystyle {\mathbf {m} }_{i}=\langle {\mathbf {s} }_{i}\rangle _{T}}, где {\displaystyle {\mathbf {s} }_{i}} — спин {\displaystyle i}-го узла, {\displaystyle \langle \dots \rangle _{T}} — термодинамическое усреднение по Гиббсу. Величина {\displaystyle q=\langle m_{i}^{2}\rangle _{c}}, определяющая средний квадрат намагниченности (где {\displaystyle \langle \dots \rangle _{c}} — усреднение по конфигурациям), называется параметром порядка Эдвардса — Андерсона.
В ненулевом внешнем магнитном поле {\displaystyle h_{0}} параметр Эдвардса — Андерсона связан с точкой фазового перехода {\displaystyle T_{f}} как {\displaystyle q=h_{0}^{2}/(T^{2}-T_{f}^{2})}.